# Marc Lotz
Pour les articles homonymes, voir Lotz.
Marc Lotz (né le 19 octobre 1973 à Fauquemont) est un coureur cycliste néerlandais.

## Biographie
Marc Lotz passe professionnel en 1998 dans l'équipe Rabobank. Il passe sept saisons dans cette formation. Rarement victorieux, c'est avant tout un coéquipier, notamment pour Michael Boogerd sur le Tour de France auquel il participe cinq fois. Non-sélectionné pour le Tour de France 2002, il est contraint à l'abandon lors de l'édition suivante au soir de la première étape à cause d'une chute. En 2004, il est une fois cinquième et une fois sixième d'étape. Il remporte cette année sa principale victoire, le Tour du Haut-Var.
En 2005, il rejoint l'équipe Quick Step-Innergetic. Deuxième de la Flèche brabançonne en mars, il met fin à son contrat le 1er juin et avoue avoir consommé de l'EPO. Il est dès lors suspendu deux ans.
Devenu professeur de mathématiques durant sa suspension, il fait un court retour dans le peloton en 2007 dans la modeste équipe Löwik Meubelen. Il prend notamment la 19e place du championnat des Pays-Bas.
Malgré des contacts avec l'équipe Pedaltech-Cyclingnews pour 2008, il ne trouve pas d'équipe et met fin à sa carrière en décembre 2007

## Palmarès
- 1994
  - 2e du Tour du Limbourg
- 1996
  - Classement général de la Flèche du Sud
  - 2e du Tour du Limbourg
- 1997
  - Bruxelles-Opwijk
  - 5e étape du Teleflex Tour
  - 9e étape du Circuito Montañés
  - 2e de la Course des chats
  - 3e de Hasselt-Spa-Hasselt
- 2002
  - 3e de la Clásica de Almería
- 2004
  - Tour du Haut-Var
- 2005
  - 2e de la Flèche brabançonne
- 2007
  - 3e du championnat des Pays-Bas des élites sans contrat

## Résultats sur les grands tours

### Tour de France
5 participations
- 1999 : 72e
- 2000 : 56e
- 2001 : 93e
- 2003 : non-partant (2e étape)
- 2004 : 90e

### Tour d'Italie
1 participation
- 2002 : 70e

### Tour d'Espagne
2 participations
- 1998 : 103e
- 2001 : 100e